# Пажуха
Пажуха, также Пожуга — река в России, протекает в Бабушкинском районе Вологодской области. Устье реки находится в 30 км по правому берегу реки Леденьги. Длина реки составляет 19 км. 
Исток находится в болотах в 34 км к юго-востоку от Тотьмы и в 8 км к северо-востоку от Села имени Бабушкина. Пажуха течёт на северо-запад через заболоченные леса. Населённых пунктов на реке нет.

## Данные водного реестра
По данным государственного водного реестра России относится к Двинско-Печорскому бассейновому округу, водохозяйственный участок реки — Северная Двина от начала реки до впадения реки Вычегда, без рек Юг и Сухона (от истока до Кубенского гидроузла), речной подбассейн реки — Сухона. Речной бассейн реки — Северная Двина.
По данным геоинформационной системы водохозяйственного районирования территории РФ, подготовленной Федеральным агентством водных ресурсов: 
- Код водного объекта в государственном водном реестре — 03020100312103000008381
- Код по гидрологической изученности (ГИ) — 103000838
- Код бассейна — 03.02.01.003
- Номер тома по ГИ — 03
- Выпуск по ГИ — 0